# Кім Че Пом
Кім Че Пом  (кор. 김재범, 25 січня 1985) — південнокорейський дзюдоїст, олімпійський медаліст.

## Виступи на Олімпіадах
| Олімпіада   | Дисципліна             | Місце |
| ----------- | ---------------------- | ----- |
| Пекін 2008  | напівсередня категорія | 2     |
| Лондон 2012 | напівсередня категорія | 1     |